# René Maronnier
René Paul Maronnier (* 30. Januar 1898 in Reims; † 6. September 1981 in Suresnes) war ein französischer Radrennfahrer.

## Sportliche Laufbahn
Maronnier war im Straßenradsport und im Bahnradsport aktiv. Bei den Straßenradsport-Weltmeisterschaften 1922 startete er in der französischen Nationalmannschaft und wurde 6. des Rennens. Er war damit bester Franzose. 1926 gewann er das Eintagesrennen Paris–Briare. Dritter wurde er im Circuit de Touraine 1922.
Von 1922 bis 1934 war er Unabhängiger. Als Steher gewann er 1930 den Großen Preis der Stadt Leipzig im Steherrennen.